# Otto van Eck
Otto Cornelis (Otto) van Eck (1780-1798) was een Nederlandse jongen die in de periode 1791-1797 een dagboek bijhield. Dit egodocument  geschreven door een kind, wordt gezien als historisch uitzonderlijk.
Otto van Eck was de oudste zoon van de Haagse advocaat Lambert Engelbert van Eck en burgemeestersdochter Charlotte Amélie Vockestaert.  Een oom van Otto, Pieter Paulus, speelde een belangrijke rol binnen de patriottenbeweging. Van Eck overleed aan tuberculose een jaar nadat hij met het dagboek gestopt was.
De ouders van Van Eck raadpleegden systematisch boeken voor de opvoeding van hun kinderen. Door Otto een dagboek bij te laten houden, hoopten ze hem beter te leren kennen. Tussen zijn elfde en achttiende schreef Van Eck over de omgang met zijn ouders en zusjes, zijn school en privé-lessen, zijn vriendjes, wat hij las, zijn gezondheid en over het dagboekschrijven zelf. Het dagboek veranderde van stijl en inhoud naarmate de tijd verstreek.
Het dagboek van Otto van Eck is een van de uitvoerigste van de weinige kinderdagboeken die van vóór 1800 stammen. Het geeft een beeld van het dagelijkse leven van een kind uit de achttiende-eeuwse burgerij.